# سورنی کوچارنیک
سورنی کوچارنیک (به صربی: Severni Kočarnik) یک منطقهٔ مسکونی در صربستان است که در توتین، صربستان واقع شده‌است. سورنی کوچارنیک ۸۲۱ نفر جمعیت دارد.